# トウキョウ・シャンディ・ランデヴ
「トウキョウ・シャンディ・ランデヴ」は、MAISONdesの楽曲。2022年10月21日にSony Music Labels Inc.から配信リリースされた。

## 概要
ボカロPとしても活動するミュージシャンのツミキが楽曲制作を、バーチャルシンガーの花譜が歌唱をそれぞれ担当した。同楽曲はテレビアニメ『うる星やつら』（2022年版）の第1期・第1クールエンディングテーマ、テレビ東京系『有吉ぃぃeeeee!そうだ!今からお前んチでゲームしない?』2023年3月度エンディングテーマとして使用された。
2022年12月21日にリリースされたMAISONdes初のCDシングル「アイウエ/トウキョウ・シャンディ・ランデヴ」に、同アニメの第1期・第1クールオープニングテーマ「アイウエ feat. 美波, SAKURAmoti」とともに収録された。

## 収録曲
1. 「トウキョウ・シャンディ・ランデヴ feat. 花譜, ツミキ」
  - 歌：花譜
  - 作詞・作曲・編曲：ツミキ

## カバー
- 紫咲シオン - 2023年3月12日配信開始
- 桃鈴ねね - 2023年4月11日配信開始
- 角巻わため - 2023年5月13日配信開始
- Poppin'Party［戸山香澄（愛美）］ - ゲーム『バンドリ! ガールズバンドパーティ!』に収録（2023年9月14日追加[6]）
- 的場梨沙（集貝はな） - ゲーム『アイドルマスター シンデレラガールズ スターライトステージ』に収録（2023年9月27日追加）
- AZKi - 2023年9月28日配信開始
- 萬容（山村響） - ゲーム『ワールドダイスター 夢のステラリウム』に収録（2023年9月29日追加[7]）
- ユッコ・ミラー - アルバム『Ambivalent』（2023年11月1日）に収録（歌唱なし）
- 二ノ宮ゆい - カバーソングプロジェクト『CrosSing 12th Season』にてカバー[8]。2025年6月4日に「トウキョウ・シャンディ・ランデヴ from CrosSing」として配信リリース。